# Parlamento de Oxford (1258)
O Parlamento de Oxford (1258), também chamado de Parlamento Louco e Primeiro Parlamento Inglês, reuniu-se no decorrer do reinado de Henrique III da Inglaterra. Foi criado por Simon de Montfort, 6º Conde de Leicester.

## Antecedentes
O rei Henrique III da Inglaterra havia concordado com o Papa Inocêncio IV que seu filho Edmundo deveria se tornar rei da Sicília após a morte de Frederico II, Sacro Imperador Romano-Germânico. O Papa ofereceu-se para financiar parcialmente os esforços para derrubar as forças do Sacro Império Romano-Germânico ainda na Sicília, mas após a morte de Innocent e a sucessão do Papa Alexandre IV, começaram a surgir questões. Alexandre não queria financiar os esforços em andamento, e se Henry não completasse sua tarefa, então ele seria excomungado. Como resultado, o rei buscou mais impostos para pagar seus esforços do Parlamento, os fundos reais existentes não conseguem cobrir dívidas, mesmo depois de vender as terras de Eduardo para Guilherme de Valence.

## Argumentos e solução
No parlamento de Londres em 2 de abril de 1258, a insatisfação dos grandes magnatas com o rei chegou ao limite. Foi feito um acordo para analisar os problemas de abastecimento em nome do rei, com o qual Henrique e Eduardo concordaram em 2 de maio. No Parlamento de Oxford em 11 de junho, comandado por Simon de Montfort, Henry aceitou uma nova forma de governo, definida nas Provisões de Oxford, em que o poder foi posto nas mãos de um conselho privado, um conselho de quinze membros que fiscalizariam as nomeações ministeriais, a administração local e a custódia dos castelos reais. O Parlamento, por sua vez, que se reuniria três vezes por ano, supervisionaria o desempenho deste conselho.